# Zygostates aderaldoana
Zygostates aderaldoana är en orkidéart som beskrevs av Toscano, L.P.Félix och Dornelas. Zygostates aderaldoana ingår i släktet Zygostates och familjen orkidéer. Inga underarter finns listade i Catalogue of Life.